# Lesotho na Letnich Igrzyskach Olimpijskich 1972
Lesotho na Letnich Igrzyskach Olimpijskich 1972 reprezentował jeden zawodnik.

## Skład kadry

### Lekkoatletyka
Mężczyźni
- Motsapi Moorosi
  - bieg na 100 m – odpadł w eliminacjach
  - bieg na 200 m – odpadł w eliminacjach